# Orcemont
Orcemont és un municipi francès, situat al departament d'Yvelines i a la regió de Illa de França. L'any 2007 tenia 855 habitants.
Forma part del cantó de Rambouillet, del districte de Rambouillet i de la Comunitat d'aglomeració Rambouillet Territoires.

## Demografia

### Població
El 2007 la població de fet d'Orcemont era de 855 persones. Hi havia 302 famílies, de les quals 52 eren unipersonals (28 homes vivint sols i 24 dones vivint soles), 89 parelles sense fills, 141 parelles amb fills i 20 famílies monoparentals amb fills.
La població ha evolucionat segons el següent gràfic:
Habitants censats

### Habitatges
El 2007 hi havia 324 habitatges, 310 eren l'habitatge principal de la família, 8 eren segones residències i 6 estaven desocupats. 303 eren cases i 21 eren apartaments. Dels 310 habitatges principals, 269 estaven ocupats pels seus propietaris, 36 estaven llogats i ocupats pels llogaters i 4 estaven cedits a títol gratuït; 3 tenien una cambra, 13 en tenien dues, 14 en tenien tres, 52 en tenien quatre i 227 en tenien cinc o més. 256 habitatges disposaven pel capbaix d'una plaça de pàrquing. A 98 habitatges hi havia un automòbil i a 200 n'hi havia dos o més.

### Piràmide de població
La piràmide de població per edats i sexe el 2009 era:
| Homes | Edats   | Dones |
| ----- | ------- | ----- |
| 0     | 95 o +  | 0     |
| 0     | 90 a 94 | 4     |
| 4     | 85 a 89 | 0     |
| 4     | 80 a 84 | 0     |
| 4     | 75 a 79 | 4     |
| 4     | 70 a 74 | 12    |
| 12    | 65 a 69 | 8     |
| 24    | 60 a 64 | 8     |
| 32    | 55 a 59 | 20    |
| 48    | 50 a 54 | 60    |
| 44    | 45 a 49 | 32    |
| 44    | 40 a 44 | 44    |
| 12    | 35 a 39 | 24    |
| 32    | 30 a 34 | 32    |
| 28    | 25 a 29 | 16    |
| 32    | 20 a 24 | 24    |
| 20    | 15 a 19 | 52    |
| 20    | 10 a 14 | 20    |
| 20    | 5 a 9   | 40    |
| 20    | 0 a 4   | 0     |

## Economia
El 2007 la població en edat de treballar era de 580 persones, 439 eren actives i 141 eren inactives. De les 439 persones actives 416 estaven ocupades (214 homes i 202 dones) i 23 estaven aturades (15 homes i 8 dones). De les 141 persones inactives 51 estaven jubilades, 56 estaven estudiant i 34 estaven classificades com a «altres inactius».

### Ingressos
El 2009 a Orcemont hi havia 312 unitats fiscals que integraven 866 persones, la mediana anual d'ingressos fiscals per persona era de 26.290 €.

### Activitats econòmiques
Dels 17 establiments que hi havia el 2007, 4 eren d'empreses de construcció, 3 d'empreses de comerç i reparació d'automòbils, 1 d'una empresa d'hostatgeria i restauració, 3 d'empreses immobiliàries, 5 d'empreses de serveis i 1 d'una empresa classificada com a «altres activitats de serveis».
Dels 5 establiments de servei als particulars que hi havia el 2009, 2 eren paletes, 1 lampisteria, 1 electricista i 1 agència immobiliària.
L'any 2000 a Orcemont hi havia 9 explotacions agrícoles que ocupaven un total de 530 hectàrees.

## Equipaments sanitaris i escolars
El 2009 hi havia una escola elemental.

## Poblacions més properes
El següent diagrama mostra les poblacions més properes.